# 52-й минно-торпедный авиационный полк
4-й гвардейский минно-торпедный авиационный полк ВВС ВМФ  — воинская часть Военно-воздушных сил ВМФ, принимавшая участие в боевых действиях Советско-японской войны.

## Наименования полка
Условное наименование - в/ч 45791
14-й дальнебомбардировочный авиационный полк (14-й ДБАП)
52-й отдельный дальнебомбардировочный авиационный полк (52-й ОДБАП)
52-й дальнебомбардировочный авиационный полк (52-й ДБАП)
52-й минно-торпедный авиационный полк (52-й МТАП)
52-й гвардейский минно-торпедный авиационный полк (52-й ГМТАП)

## История полка
В мае-июне 1938 года на базе 14-й ДБАЭ (ТБАЭ), 64-й и 65-й ТБАЭ 20-й АБ, на аэродроме Чернышевка был сформирован 14-й дальнебомбардировочный авиационный полк ВВС ОКДВА пятиэскадрильного состава по штату управления 15/828, дальнебомбардировочных эскадрилий — 15/807-Б и истребительной эскадрильи — 15/806-Д-Б (вскоре истребительная эскадрилья была выведена из состава полка и была обращена на формирование 5-го ИАП). Полк получил на вооружение самолёты ДБ-3 и, вместе с 10-м ДБАП, вошёл в состав вновь формируемой 5-й авиабригады особого назначения ВВС ОКДВА. В то же время на его вооружении ещё сохранялись бомбардировщики ТБ-3. В июле-августе 1938 года 14-й ДБАП входил в состав авиационной группировки ОКДВА, участвующей в боях против японцев у озера Хасан.
По состоянию на 1 августа 1939 года в полку имелось 70 исправных самолётов ДБ-3.
Под занавес боевых действий на Халхин-Голе, 5-6 сентября 1939 г. около 20 ДБ-3 из 14-го ДБАП и 8-го ДБАП ВВС ОКДВА совершили перелёт Хабаровск — Камчатка — Сахалин, демонстрируя возросшую ударную мощь советской авиации на Дальнем Востоке.
В конце 1941 г., подобно тому как это было сделано в Морской Авиации, полк из пятиэскадрильного был переформирован в трёхэскадрильный, по штату №030/264.
16 марта 1942 года Дальневосточный фронт получил Директиву № 170149 за подписью Верховного Главнокомандующего И. В. Сталина и начальника Генштаба Б. М. Шапошникова, о подготовке к военным действиям против Японии и наступлении в Северном Китае. Этой директивой предписывалось: «…Для действий по Японским островам, командующему ДВФ из состава фронта к 25 марта 1942 г. передать Тихоокеанскому флоту один авиационный дальнебомбардировочный полк, в количестве 30 ДБ-3…»
В соответствии с этой директивой и на основании циркуляра НК ВМФ № 164/ш от 24.03.1942 г., 14-й ДБАП 33-й БАД (бывш. 5-я АБ), вооружённый 34 ДБ-3б, из состава 1-й ОКА ВВС ДВФ подлежал передаче Военно-воздушным силам ТОФ. Для приёма полка от ВВС, на основании Приказа Командующего ТОФ № 0048 от 12.04.1942 г., была назначена комиссия из представителей Авиации флота.
С 29 апреля 1942 года 14-й ДБАП был принят в состав ВВС ТОФ, с временной дислокацией на аэродромах Унаши и Николаевка (Приказ Командующего ТОФ № 0240 от 09.05.1942 г.). В связи с тем, что в составе ВВС ВМФ уже была авиационная часть с таким номером (14-й ИАП ВВС ТОФ), в июле того же года полк сменил номер на 52-й отдельный дальнебомбардировочный авиационный полк.
С 1 мая 1943 года в состав 1-й АЭ полка временно был включён самолёт B-25B «Митчелл», совершивший вынужденную посадку на аэродроме Унаши после знаменитого рейда подполковника ВВС США Д.Дулиттла 18 апреля 1942 года. К 1944 году этот самолёт был передан в 14-й отдельный авиационный отряд Управления ВВС ТОФ.
С 30 ноября 1943 г., Приказами НК ВМФ № 0863 от 13.11.1943 г. и Командующего ТОФ № 0640, 52-й ОДБАП был включён в состав 2-й МТАД, с базированием управления полка, 2-й и 3-й АЭ на аэродроме Южная Сергеевка. С этого времени полк стал называться 52-м дальнебомбардировочным авиационным полком ВМФ.
С целью расширения зоны действия минно-торпедной авиации на северную часть Японского моря, на основании циркуляра НГШ ВМФ № 073 от 20.01.1944 г., с сентября одна эскадрилья полка поочерёдно базировалась на оперативном аэродроме Серафимовка.
С 25 февраля 1945 года, на основании циркуляра НГШ ВМФ № 0152 от 30.01.1945 г., 52 ДБАП 2-й МТАД был переименован в 52-й минно-торпедный авиационный полк по штату №030/264. На основании Приказа Командующего ТОФ № 0141 от 06.04.1945 г., 1-я МТАЭ полка с оперативного аэродрома Серафимовка была возвращена на аэродром Южная Сергеевка.
По состоянию на 9 августа 1945 г., в составе полка, базирующегося на аэр. Южная Сергеевка, имелось 34 самолёта ДБ-3Т (из них 31 — в строю) и 32 экипажа (26 боеготовых). Особенностью данного полка было то, что он, единственной из частей МТА ВВС ТОФ, встретил начало войны с Японией вооружённым старой авиационной техникой.
Боевые действия
9 августа 1945 года 18 ДБ-3Т 52-го МТАП выполнили налёт на объекты в порту Сейсин.
В ночь с 9 на 10 августа 1945 г. 18 ДБ-3Т 52-го МТАП произвели бомбометание по транспортам в северокорейском порту Расин.
Приказом НК ВМФ №0460 от 26.08.1945 г., «за проявленную отвагу в боях с японскими захватчиками, за стойкость и мужество, дисциплину, организованность и героизм личного состава», 52-й МТАП был преобразован в гвардейский. С этого времени он именовался 52-м гвардейским минно-торпедным авиационным полком. Двоим лётчикам полка было присвоено высокое звание Героя Советского Союза: командиру полка майору М. И. Буркину и зам. командира полка майору И. Т. Карпенко. (В 1950-х гг. в полку проходили службу ещё четверо Героев Советского Союза - командиры полка И. Ф. Воронин и В. И. Минаков, минёр полка майор В. А. Бударагин и штурман полка майор Н. Д. Иванов).
52-й гв. МТАП после Второй мировой войны.
15 декабря 1947 г., на основании циркуляра НГШ ВМС №0036 от 07.10.1947 г., 52-й гв. МТАП был переведён со штата №30/627 на штат 98/205 и передан из 3-й МТАД в состав 89-й МТАД (бывш. 10-я АДПБ) ВВС ТОФ. Тогда же полк принял в свой состав 1-ю АЭ 33-го АППБ ВВС ТОФ, личный состав которой ранее летал на Пе-2. Его переучили на уже весьма устаревшие к тому времени торпедоносцы ДБ-3 и Ил-4.
К 1950 году 52-й гв. МТАП получил из 567-го гв. БАП ВВС 5-го ВМФ самолёты Ту-2 и летал на них ещё три года.
К концу 1953 года полк, одним из последних в ВВС ТОФ, переучился с поршневых Ту-2 на реактивные Ил-28. В составе полка имелось три эскадрильи по три звена, вооружённые этими самолётами. С переходом на реактивную технику грунтовую полосу аэродрома Южная Сергеевка устлали бетонными восьмигранными плитами, которые в осеннюю и весеннюю распутицу начинали «играть». В этой связи, весной и осенью 52-му гв. МТАП приходилось выполнять полёты с аэродрома Николаевка, где имелась нормальная бетонная полоса.
В 1958-1959 гг. в составе полка имелся самолёт Ил-14П с аппаратурой помех. В феврале 1959 года самолёт был передан в 593-й ОТАП, где из подобных самолётов была сформирована специальная эскадрилья.
С 1 июля 1960 г., в рамках «дальнейшего значительного сокращения ВС СССР», на основании директивы ГШ ВМФ №ОМУ/13030 от 27.03.1960 г., 52-й гв. МТАП на аэродроме Южная Сергеевка был расформирован.

## Командиры полка
В 1950-х годах несколько лет полком командовал Герой Советского Союза подполковник И. В. Воронин.

## Авиатехника полка
ТБ-3, ДБ-3Б, ДБ-3Т, Ту-2Т, Ил-28Т, Ил-14П, Ан-2.

## Происшествия
15 февраля 1944 г., при выполнении ночного радиусного полёта составом звена по маршруту: точка в море — бухта Терней — бухта Пластун, без вести пропал самолёт ДБ-3Б с экипажем в составе: лётчик мл. лейтенант Пётр Карпович Предейн, штурман лейтенант Николай Ефимович Кузнецов (фамилия стрелка-радиста требует уточнения). Предположительной причиной падения самолёта в море стала потеря лётчиком пространственной ориентации.
5 августа 1951 года произошла авиационная катастрофа самолёта Ту-2, в которой погиб штурман мл. лейтенант Владимир Николаевич Николаенко.

## Герои Советского Союза
- Буркин, Михаил Иванович, подполковник, командир 52-го минно-торпедного полка.